# Arturo Tanesini
Arturo Tanesini (Faenza, 3 gennaio 1905 – Sasso Marconi, 8 agosto 1982) è stato un ingegnere, alpinista e saggista italiano.

## Biografia
Nell'aprile del 1928 si laureò in ingegneria.
Nel 1930 giunse nella Provincia di Bolzano dove, oltre alla attività professionale, svolse l'incarico di Presidente dell'Azienda di Soggiorno della provincia stessa.
Si sposò con Lina Sangiorgi il 3 ottobre 1933 con cui ebbe due figli.
Nel 1934 venne incaricato a realizzare strutture per i "Giochi della Neve" che si svolsero in Val Gardena; seguì inoltre i lavori di costruzione della funivia Ortisei-Alpe di Siusi. Durante il fascismo divenne podestà di Ortisei dove risiedette per circa un decennio.
Nel 1938 venne accolto come socio accademico dal GISM (Gruppo Italiano Scrittori di Montagna).
Il 27 ottobre 1943 subì l'aggressione di alcuni gardenesi nazisti che gli causarono diverse fratture ossee.
Più recentemente fu arrestato in seguito all'incidente della funivia del Cermis del 1976, in cui persero la vita 42 persone, in qualità di direttore dell'impianto. Fu completamente scagionato al processo giudiziario.

## Prime ascensioni
- Torre Fiechtl Gruppo del Sella, sottogruppo delle Mesules - via Tanesini (1977-2684 m s.l.m.)

## Attività letteraria
- Invito in Val Gardena disegni di A. Pozzi, Novara, Istituto geografico De Agostini, 1936.
- Sassolungo, Catinaccio, Latemar, Roma, Centro alpinistico italiano Milano, Consociazione turistica italiana, 1942.
- Il diavolo delle Dolomiti Tita Piaz, Milano, L'Eroica, 1943.
- Difficoltà alpinistiche, Milano, L'Eroica, 1946.
- Settimo grado: racconti, idee, sentimenti, Milano, L'Eroica, 1946.
- Tita Piaz: il diavolo delle Dolomiti, presentazione di Bepi Pellegrinon. - 3. ed., Belluno, Nuovi sentieri, 1986.